# Лауэрс, Ян
Ян Лауэрс (нидерл. Jan Lauwers, 17 апреля 1957, Антверпен) — бельгийский (фламандский) театральный  режиссёр, хореограф, художник и сценограф, одна из крупнейших реформаторских фигур современного театра.

## Биография
Учился в Гентской академии изящных искусств. В 1979 году основал свою компанию Ансамбль эпигонов, в 1985 году превратил её в компанию Театр эпигонов. В 1986 создал в Брюсселе международную компанию театрального поиска Needcompany. В 2009 году представил работу своей труппы на Авиньонском фестивале в шести с половиной часовом спектакле, ставшем крупным театральным событием. С 1986 года активную роль в его театре играет актриса, художник и режиссёр Грейс Эллен Барки, с 1993 года — Вивиана Де Мюнк и Карлотта Санья (работала в труппе до 2003).
Выступает также как скульптор и кинорежиссёр: поставил по своему сценарию фильм Goldfish Game с участием Грейс Эллен Барки и Вивианы Де Мюнк (2002, премия Венецианского МКФ, премия американского кинофестиваля Slamdance).

## Избранные постановки
- 1987 : Need to Know
- 1989 : Ça va
- 1990 : Julius Caesar
- 1991 : Invictos
- 1992 : Antonius und Kleopatra
- 1992 : SCHADE/schade
- 1993 : Орфей, опера бельгийского композитора Вальтера Хюса
- 1994 : The Snakesong Trilogy - Snakesong/Le Voyeur
- 1995 : The Snakesong Trilogy - Snakesong/Le Pouvoir
- 1996 : The Snakesong Trilogy - Snakesong/Le Désir
- 1996 : Needcompany's Macbeth
- 1997 : Caligula, No beauty for me there, where human life is rare, part one
- 1998 : The Snakesong Trilogy, version adaptée avec musique live
- 1999 : Morning Song, No beauty for me there, where human life is rare, part two
- 2000 : Needcompany's King Lear
- 2000 : DeaDDogsDon'tDance/ DjamesDjoyceDeaD
- 2001 : Ein Sturm
- 2002 : Images of Affection
- 2003 : No Comment
- 2004: La Chambre d'Isabella
- 2006 : Le Bazar du homard
- 2008 : La Maison des cerfs
- 2011 : The Art of Entertainment
- 2018 : Коронация Поппеи Клаудио Монтеверди на летнем Зальцбургском фестивале

## Признание
Золотой лев Венецианской биеннале за жизнь в театре (2014, ).